# Jabłoniec (Beskid Wyspowy)
Jabłoniec – wzgórze o wysokości 624 m n.p.m. w Beskidzie Wyspowym oraz część miejscowości Limanowa w województwie małopolskim. Znajduje się na długim pasie wzniesień oddzielających dolinę potoków Mordarka i Smolnik od doliny potoków Jabłoniec i Słomka. Jabłoniec wznosi się w pobliżu drogi krajowej nr 28 na odcinku z Limanowej do Nowego Sącza.
Wzgórze Jabłoniec jest niemal całkowicie bezleśne, otoczone polami uprawnymi. Rozciąga się z niego szeroka panorama widokowa obejmująca cały horyzont. Szczególnie dobrze widoczne jest stąd pobliskie Pasmo Łososińskie.
W czasie I wojny światowej, w grudniu 1914 r. na wzgórzu tym doszło do dużej i krwawej bitwy pomiędzy wojskami austro-węgierskimi i rosyjskimi, w wyniku której ofensywa rosyjska na zachód została powstrzymana (tzw. bitwa pod Limanową). Pozostałością jest duży cmentarz na Jabłońcu znajdujący się na jego północno-zachodnim grzbiecie. Znajdują się na nim nagrobki żołnierzy, kaplica-mauzoleum i pomnik upamiętniający śmierć na Jabłońcu dowódcy płk. hr Othmara Muhra. Obok cmentarza z I wojny światowej niewielki cmentarz żołnierzy radzieckich z czasów II wojny światowej. Na pobliskim Golcowie znajduje się mniejszy cmentarz wojenny tej samej bitwy.

## Piesze szlaki turystyczne
Limanowa – Jabłoniec – Golców – Przełęcz Ostra-Cichoń.
 Limanowa – Jabłoniec – Łyżka – Pępówka – Łukowica.